# Marko Rajamäki
Marko Rajamäki (Göteborg, 3 ottobre 1968) è un allenatore di calcio ed ex calciatore finlandese, di ruolo attaccante.

## Palmarès

### Giocatore

#### Competizioni nazionali
- Coppa di Finlandia: 1

TPS: 1991

### Allenatore

#### Competizioni nazionali
- Suomen Cup: 1

TPS: 2010
- Liigacup: 1

TPS: 2012